# Agua de Cedro
Agua de Cedro är en ort i Mexiko.   Den ligger i kommunen San José Tenango och delstaten Oaxaca, i den sydöstra delen av landet, 300 km sydost om huvudstaden Mexico City. Agua de Cedro ligger 1 131 meter över havet och antalet invånare är 469.
Terrängen runt Agua de Cedro är bergig åt sydost, men åt nordväst är den kuperad. Runt Agua de Cedro är det ganska tätbefolkat, med 185 invånare per kvadratkilometer. Närmaste större samhälle är San Felipe Jalapa de Díaz, 7,9 km sydost om Agua de Cedro. I omgivningarna runt Agua de Cedro växer i huvudsak städsegrön lövskog.